# ألفريد راسل
ألفريد راسل (بالإنجليزية: Alfred Russell)‏ (25 يناير 1915 – 1966) هو ملاكم من المملكة المتحدة راحل، مثّل بلاده في الألعاب الأولمبية الصيفية 1936.

## روابط خارجية
ألفريد راسل على موقع أوليمبيديا (الإنجليزية)